# Мейл, Джордж
Чарльз Джордж Мейл (англ. Charles George Male; 8 мая 1910 — 19 февраля 1998) — английский футболист, правый защитник. Всю свою профессиональную карьеру провёл в лондонском клубе «Арсенал». Также провёл 19 матчей за национальную сборную Англии.

## Клубная карьера
Уроженец Уэст-Хэма (на тот момент — графство Эссекс), Мейл тренировался с клубом «Вест Хэм Юнайтед», однако контракт ему предложен не был. После этого он выступал за клуб «Клэптон» в Истмийской лиге. В ноябре 1929 года стал игроком «Арсенал», подписав любительский контракт, а в мае 1930 года заключил профессиональный контракт. 27 декабря 1930 года дебютировал в основном составе «Арсенала» в матче против «Блэкпула». В сезоне 1930/31 (в котором «Арсенал» впервые выиграл чемпионский титул) провёл за команду 3 матча, в сезоне 1931/32 — девять матчей. Сыграл в финале Кубка Англии 1932 года на позиции левого хавбека, «Арсенал» проиграл в том матче со счётом 1:2 клубу «Ньюкасл Юнайтед».
Изначально выступал за позиции левого хавбека или левого крайнего нападающего, но к 1932 году Мейл закрепил за собой позицию правого защитника. Главный тренер «Арсенала» Герберт Чепмен убедил сомневающегося Джорджа, что смена позиции пойдёт ему и команде на пользу и что Мейл потенциально является лучшим правым защитником в Англии.
После того, как Чепмен сделал его правым защитником, Джордж стал регулярно играть в основном составе «Арсенала», проводя не менее 35 матчей в сезоне в последующие семь лет. За этот период «канониры» выиграли четыре чемпионских титула (в сезонах 1932/33, 1933/34, 1934/35 и 1937/38), а также Кубок Англии (в сезоне 1935/36). Также Мейл выиграл три Суперкубка Англии (в 1933, 1934 и 1938 году).
К концу 1930-х годов Мейл стал капитаном «Арсенала». После отмены официальных турниров в 1939 году из-за войны Мейл, которому тогда было 29 лет, продолжал играть за «канониров» в военных турнирах, сыграв более 200 неофициальных матчей за клуб, а также проходил службу в Королевских ВВС в Палестине. На момент возобновления чемпионата в 1946 году Мейлу было уже 36 лет. В сезоне 1946/47 он сыграл за «канониров» 15 матчей, а в следующем чемпионском сезоне 1947/48 — 8 матчей, став первым игроком в истории Футбольной лиги, сыгравшим в шести чемпионских сезонах своего клуба. Свой последний матч за клуб он провёл в мае 1948 года: это была игра против «Гримсби Таун». В общей сложности он провёл за «Арсенал» 318 официальных матчей, голов не забил.

## Карьера в сборной
14 ноября 1934 года Мейл дебютировал за национальную сборную Англии в матче против сборной Италии. Его дебют пришёлся на знаменитую битву на «Хайбери», в котором англичане обыграли действующих чемпионов мира.
Всего провёл за сборную 19 матчей с 1934 по 1939 год, шесть раз выходил на поле в качестве капитана сборной Англии (в 1936 и 1937 году).

#### Матчи за сборную Англии
| №  | Дата            | Стадион                          | Соперник   | Результат | Турнир                     |
| -- | --------------- | -------------------------------- | ---------- | --------- | -------------------------- |
| 1  | 14 ноября 1934  | «Хайбери», Лондон                | Италия     | 3:2       | Товарищеский матч          |
| 2  | 6 февраля 1935  | «Гудисон Парк», Ливерпуль        | Ирландия   | 2:1       | Домашний чемпионат 1934/35 |
| 3  | 6 апреля 1935   | «Хэмпден Парк», Глазго           | Шотландия  | 0:2       | Домашний чемпионат 1934/35 |
| 4  | 18 мая 1935     | «Олимпийский», Амстердам         | Нидерланды | 1:0       | Товарищеский матч          |
| 5  | 19 октября 1935 | «Уиндзор Парк», Белфаст          | Ирландия   | 3:1       | Домашний чемпионат 1935/36 |
| 6  | 4 декабря 1935  | «Уайт Харт Лейн», Лондон         | Германия   | 3:0       | Товарищеский матч          |
| 7  | 5 февраля 1936  | «Молинью», Вулвергемптон         | Уэльс      | 1:2       | Домашний чемпионат 1935/36 |
| 8  | 4 апреля 1936   | «Уэмбли», Лондон                 | Шотландия  | 1:1       | Домашний чемпионат 1935/36 |
| 9  | 6 мая 1936      | «Пратер», Вена                   | Австрия    | 1:2       | Товарищеский матч          |
| 10 | 9 мая 1936      | «Юбилейный», Брюссель            | Бельгия    | 2:3       | Товарищеский матч          |
| 11 | 18 ноября 1936  | «Виктория Граунд», Сток-он-Трент | Ирландия   | 3:1       | Домашний чемпионат 1936/37 |
| 12 | 2 декабря 1936  | «Хайбери», Лондон                | Венгрия    | 6:2       | Товарищеский матч          |
| 13 | 17 апреля 1937  | «Хэмпден Парк», Глазго           | Шотландия  | 1:3       | Домашний чемпионат 1936/37 |
| 14 | 14 мая 1937     | «Уллевол», Осло                  | Норвегия   | 6:0       | Товарищеский матч          |
| 15 | 17 мая 1937     | «Росунда», Стокгольм             | Швеция     | 4:0       | Товарищеский матч          |
| 16 | 20 мая 1937     | «Тёёлён Паллокенття», Хельсинки  | Финляндия  | 8:0       | Товарищеский матч          |
| 17 | 13 мая 1939     | «Сан-Сиро», Милан                | Италия     | 2:2       | Товарищеский матч          |
| 18 | 18 мая 1939     | «БСК», Белград                   | Югославия  | 1:2       | Товарищеский матч          |
| 19 | 24 мая 1939     | «ОНЕФ», Бухарест                 | Румыния    | 2:0       | Товарищеский матч          |

## После завершения карьеры футболиста
После завершения карьеры игрока Мейл работал в тренерском штабе «Арсенала», работая с юношескими и резервными командами клуба. Впоследствии был скаутом клуба (одним из игроков, которых он обнаружил и привёл в клуб, стал Чарли Джордж. В 1975 году покинул клуб, после чего жил Йоркшире. Позднее эмигрировал в Канаду. Умер в феврале 1998 года в возрасте 87 лет.

## Достижения
Арсенал
- Чемпион Англии (4): 1932/33, 1933/34, 1934/35, 1937/38
- Обладатель Кубка Англии: 1935/36
- Финалист Кубка Англии: 1931/32
- Обладатель Суперкубка Англии (3): 1933, 1934, 1938

Сборная Англии
- Победитель Домашнего чемпионата: 1934/35 (разделённый титул)